# Lampromyia canariensis
Lampromyia canariensis är en tvåvingeart som beskrevs av Macquart 1838. Lampromyia canariensis ingår i släktet Lampromyia och familjen Vermileonidae.
Artens utbredningsområde är Kanarieöarna. Inga underarter finns listade i Catalogue of Life.